# Robert Smith (giocatore di football americano)
Robert Smith (Euclid, 4 marzo 1972) è un ex giocatore di football americano statunitense che giocava nel ruolo di running back.
Dopo aver frequentato l'Università statale dell'Ohio e giocato con gli Ohio State Buckeyes (che ha poi accusato apertamente di non lasciarlo concentrare sugli studi), ha passato tutta la sua carriera da professionista nei Minnesota Vikings: è stato scelto nel primo giro (21º scelta) del draft NFL 1993 e ci è rimasto fino al 2000, quando si è ritirato ancora nel picco della forma; proprio in quell'anno era stato il giocatore con il maggior numero di yard corse della lega (1.521). Fino al 2012 è rimasto il primatista dei Vikings per yard corse in carriera, quando fu superato da Adrian Peterson.
Dopo il ritiro ha fondato la Robert Smith Foundation, che offre supporto agli ospedali per bambini e alla ricerca per il cancro, e si è dedicato amatorialmente all'astronomia.

## Palmarès
- Convocazioni al Pro Bowl: 2

1998, 2000
- Second-team All-Pro: 1

2000
- NFL Alumni Running back dell'anno: 1

2000
- Giocatore offensivo della NFC del mese: 1

novembre 2000
- Giocatore offensivo della NFC della settimana: 1

8ª settimana della stagione 1998
- Giocatore della settimana dei playoff: 1

Wild Card Game 1999
- Squadra ideale del 40º anniversario dei Minnesota Vikings
- I 50 più grandi Vikings
- Squadra ideale del Mall of America Field

## Statistiche
| Yard su corsa      | 6.818 |
| Touchdown su corsa | 32    |